# Christopher Adey
Christopher Adey (* 19. Februar 1943 in London) ist ein britischer Dirigent und Violinist.

## Leben und Werk
Christopher Adey, geboren 1943 in London, wurde nach anfänglicher Ausbildung als Musiker an der Violine von 1963 bis 1965 ein Mitglied des Hallé Orchestras und anschließend von 1967 bis 1971 Mitglied des London Philharmonic Orchestras.
Adey begann seine Laufbahn als Dirigent 1973 als Associate Conductor des BBC Scottish Symphony Orchestra. Seitdem kann er auf eine bemerkenswerte internationale Karriere zurückblicken. Er war Leiter des National Youth Orchestra of Wales von 1996 bis 2002 und Chefdirigent des Royal Oman Symphony Orchestra von 1998 bis 2004. Er war Professor für das Dirigieren am Royal College of Music von 1979 bis 1992. Zusätzlich zu seinen internationalen Dirigaten hat er sein persönliches Engagement als Gastdirigent für Kreis- und Jugendorchester und als einer der renommiertesten Orchester-Trainer Großbritanniens nie aus dem Auge verloren.
Adey hat alle großen Londoner Orchester im Barbican und der Royal Festival Halls dirigiert. Er dirigierte das Eröffnungskonzert für die Vereinten Nationen zum Internationalen Jahr des Kindes in New York und das European Youth Orchestra auf der Hannover Millennium Expo im Jahr 2000.
Sein umfangreiches Repertoire von mehr als 1500 internationalen Dirigaten umfasst symphonische Arbeiten, Kammerorchester und Chorwerke aller Epochen. Unter den vielen Leitungen ist der gefeierte Zyklus von Bohuslav Martinůs Symphonien. Im Jahr 1986 wurde Christopher Adey mit einer Gedenkmedaille für seine Verdienste um die tschechische Musik ausgezeichnet.
1988 dirigierte er das London Symphony Orchestra bei der Filmmusikeinspielung zu John Schlesingers Drama Madame Sousatzka.
Er wurde von Fellowships des Royal College of Music im Jahr 1989 und der Royal Academy of Music und der Royal Welsh College of Music and Drama in 2003 geehrt.
Christopher Adeys Buch Orchestral Performance – A Guide for Conductors and Players wurde vom deutschen Verlagshaus Faber & Faber im April 1998 in englischer Sprache veröffentlicht und 2009 neu aufgelegt.

## Auszeichnungen
- 1986: „Czechoslovakian Commemorative Medal“ für seine Verdienste um die tschechische Musik
- 1989: Fellowship des Royal College of Music[4]
- 2003: Fellowship des Royal Academy of Music
- 2003: Fellowship des Royal Welsh College of Music and Drama

## Bücher
- 1998: Orchestral Performance – A Guide for Conductors and Players, von Christopher Adey, Faber & Faber, London, 1998 (2. aktualisierte Auflage 2009), 884 Seiten, ISBN 978-0-571-24916-9[5]